# ヤマハ・XSR700
XSR700は、ヤマハ発動機が製造販売するオートバイ（大型自動二輪車）である。

## 概要
XSRシリーズの700ccモデル。ヤマハヨーロッパの「Faster sons project」の一環としてXSR900、MT-10と共に2015年にEICMAで報道向けに公開された 。
その後2016年にヨーロッパ市場向けに先行発売されたのち、日本国内仕様として 2017年11月6日よりXSR700 ABSが発売された。
日本や欧州で流行しているネオレトロカテゴリーにおいてコンセプトであるThe Performance Retroster（ザ・パフォーマンス・レトロスター）を基にMT-07のフレームやエンジン、前後サスペンションを共有するも、レトロで普遍的なスタイリングを持ち、さらにはより新しい走行性能や機能を織り込んだ、新しい価値を持ったバイクである。

## モデル一覧

### RM22J（2017年-2020年）
B2G型 (2017年-2019年)
日本では2017年11月6日から「XSR 700 ABS」が発売。モデル名に記載されているよう、日本ではABS搭載モデルのみ導入。
エンジン自体はMT-07と共通の「M410E」型を搭載。688ccの4ストローク水冷DOHC4バルブでクランク角270度の並列二気筒エンジンとなっている。※クロスプレーン・コンセプト：＜ライダーのスロットル操作に対しリニアなトルクを創出すること＞を求める設計思想。
外装の特徴としてはドレスアップ時の容易性が配慮されており、サイドカバー、センターカバー、メーター、前後フェンダーなどもそれぞれシンプルかつ独立した構成となっている。また多彩なアルミパーツを織り込み、素材感を強調、ヘリテージモデルとしての佇まいを表現。アルミ製のタンクサイドカバーは、表面カーブに微妙な変化を持たせ、ニーグリップの絞り込み部も滑らかな面構成で仕上げてある。その他、ヘッドランプステー、ラジエターサイドカバー、フロントフェンダーステー、ハンドルなどにアルミ材を採用。さらにヘッドランプ、メーター、テールランプ、マフラーエンドは普遍的な形状である“サークル”をモチーフに、機能をデザイン要素として表現している。またサイドカバー、フロントフェンダーステーにはサークル型の肉抜き加工を施しガレージビルドのような軽量感を持たせているのも特徴となっている。
BDS型 (2020年)

2020年にマイナーチェンジが行われ、通称形式が「BDS」に変更。
変更内容はヘッドライト内にポジションランプが追加されるとともに、リフレクターのデザインも変更されたこと。カラーリングでは新たに“ラジカルホワイト”が設定され、これはEICMA2019（ミラノ）でお披露目されたRZ250R（1983年）イメージのカラーリングとなり、また“マットグレー”についてはタンクカバーにバフ掛け処理を行い、クリア塗装を施すことでアルミ素材の表情を楽しめる仕上げとなっていた。
日本ではXSR700は2020年で一旦、販売終了となり2021年モデルは存在しない。2022年からはマイナーチェンジ版としてRM41Jが販売開始した。

### RM41J（2022年-）
BEE型
2021年モデルがないまま1年のブランクを経て、日本では2022年4月8日からマイナーチェンジ版として販売開始。
マイナーチェンジとなるため変更点は多くないが、エンジンについては平成32年排出ガス規制適合化させた「M419E」型に変更。
外装面ではヘッドランプ、ポジションランプ、フラッシャーランプのLED化。
足回りではフロントブレーキディスクが16mm大径化され（282mm→298mm）、タイヤは新たにミシュラン・ロード5を採用。
他にはネガポジ反転LCDメーターが採用されている。